# Талдибулак (Кербулацький район)
Талдибула́к (каз. Талдыбұлақ) — село у складі Кербулацького району Жетисуської області Казахстану. Адміністративний центр Талдибулацького сільського округу.
До 1999 року село називалось Калиновка.
Населення — 1279 осіб (2021; 1342 у 2009, 1405 у 1999, 1372 у 1989).